# Церква святого Мартіна
Церква святого Мартіна — середньовічна церква, збудована у м. Ландсгут.

## Історія
Будівництво було розпочато у 1389 році на місці старої церкви ХІ століття під керівництвом архітектора Ганса фон Бургхаузена. Точна дата початку будівництва невідома, однак відомості про процес спорудження вперше з'являються у 1392 році у хроніках міста. Будівля була закінчена у 1500 році.
Церква побудована із застосуванням цегли та розчину. П'ять тисяч дерев'яних стовпів використано як фундамент. Стовпи повністю знаходяться у ґрунтових водах для запобігання гниттю, що викликається бактеріями.
У 2001 році церква отримала статус малої базиліки.

## Особливості
- Внутрішня довжина нефа (з хором): 92 метри
- Висота: 130,6 метра
- Загальна площа: 2668 квадратних метрів

Ця цегляна церква є найвищою церквою Баварії та найвищою у світі цегляною спорудою, що була побудована без сталевих підтримуючих елементів, вища на 8,6 м за Церкву Богоматері в Брюгге.

## Галерея

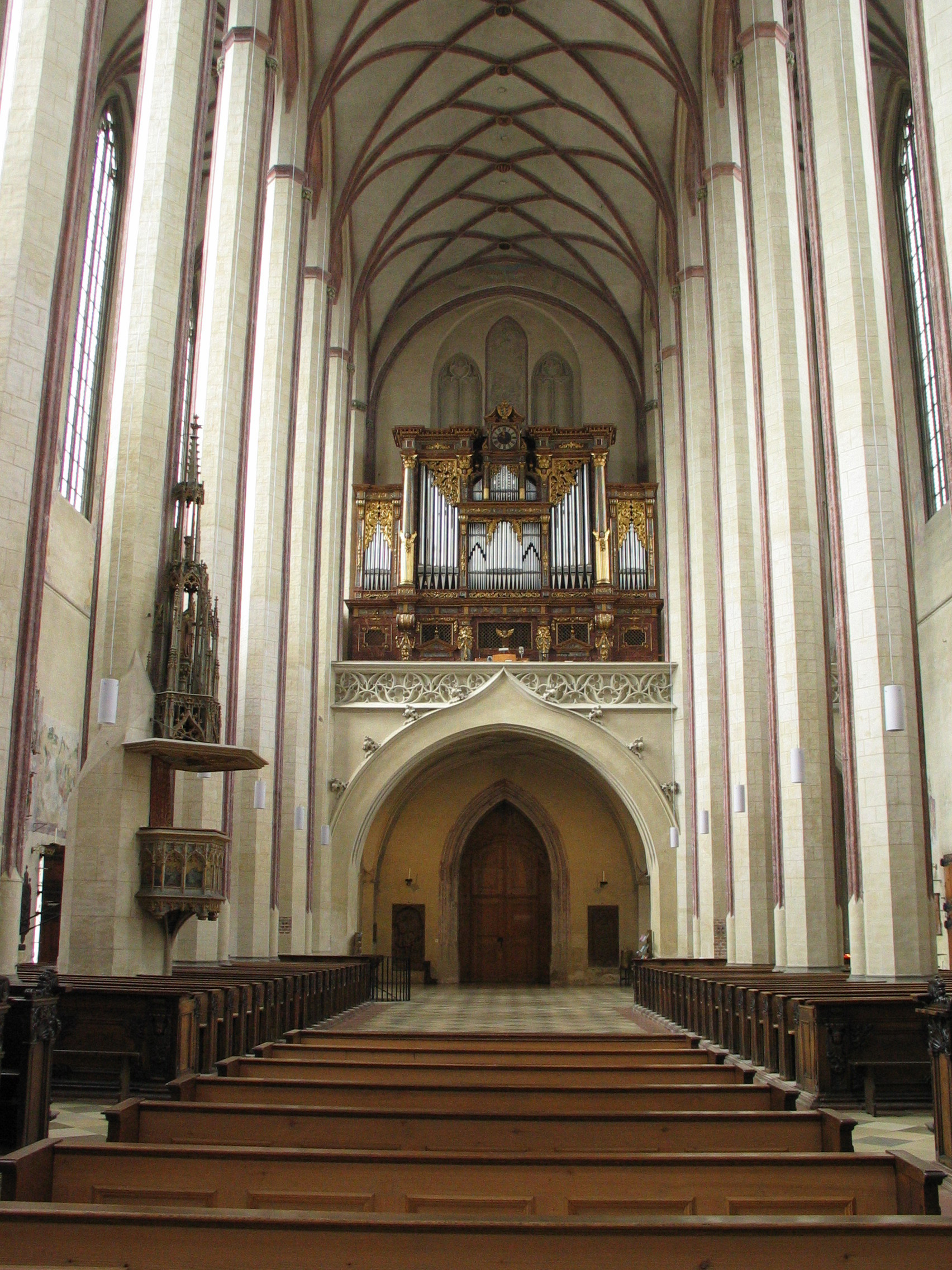
Вид на орга́н
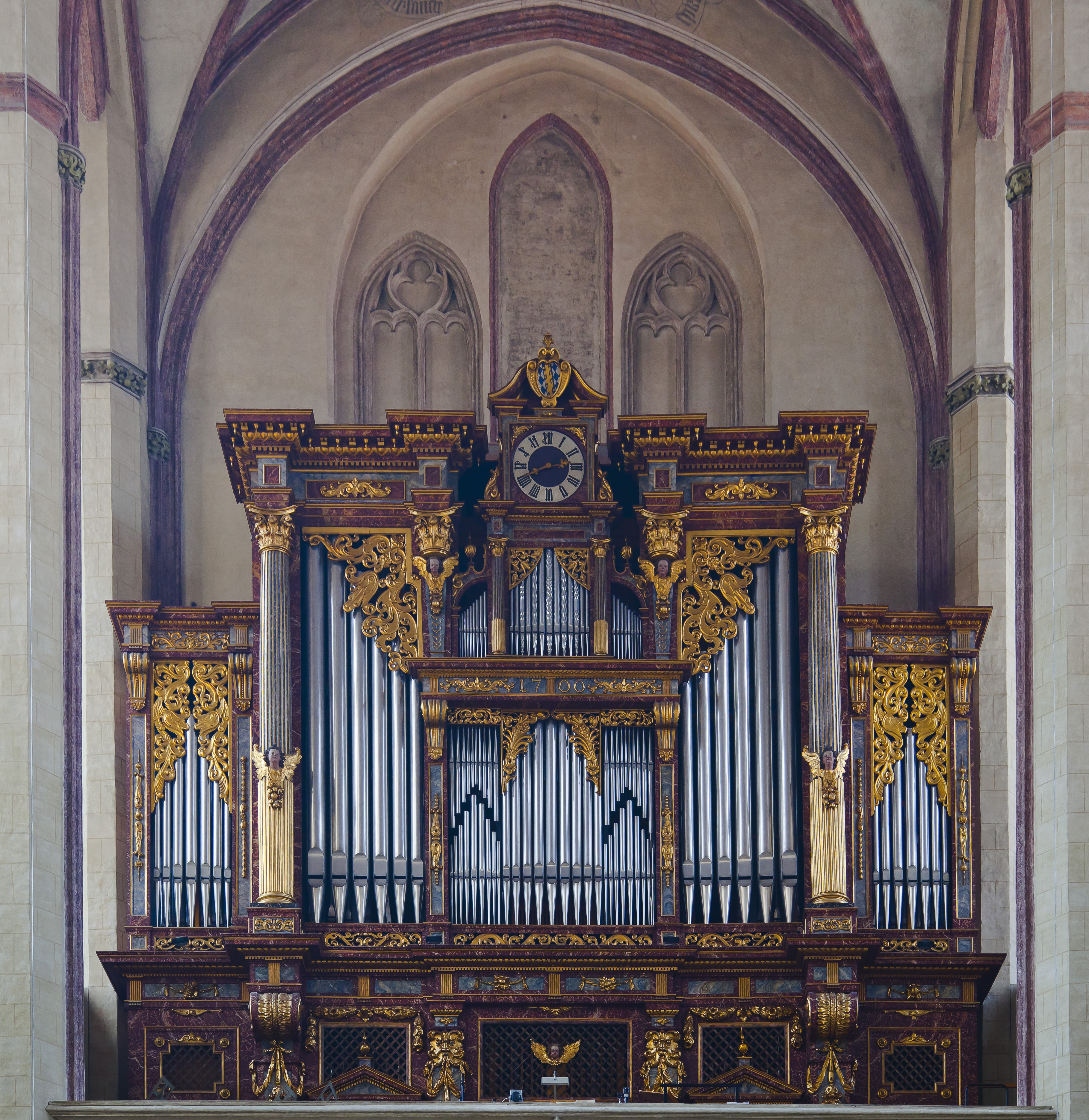
Орга́н
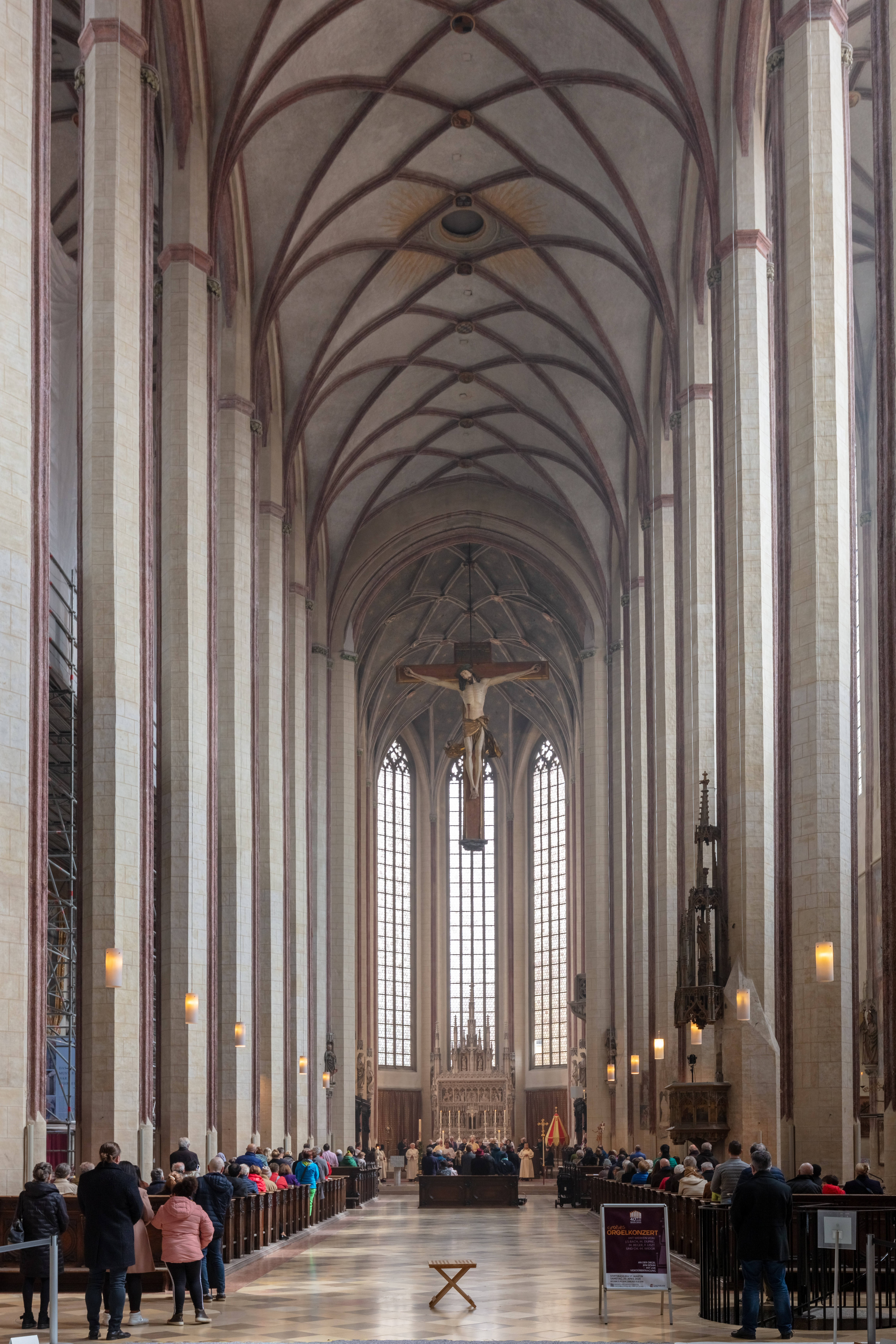
Вид на хор
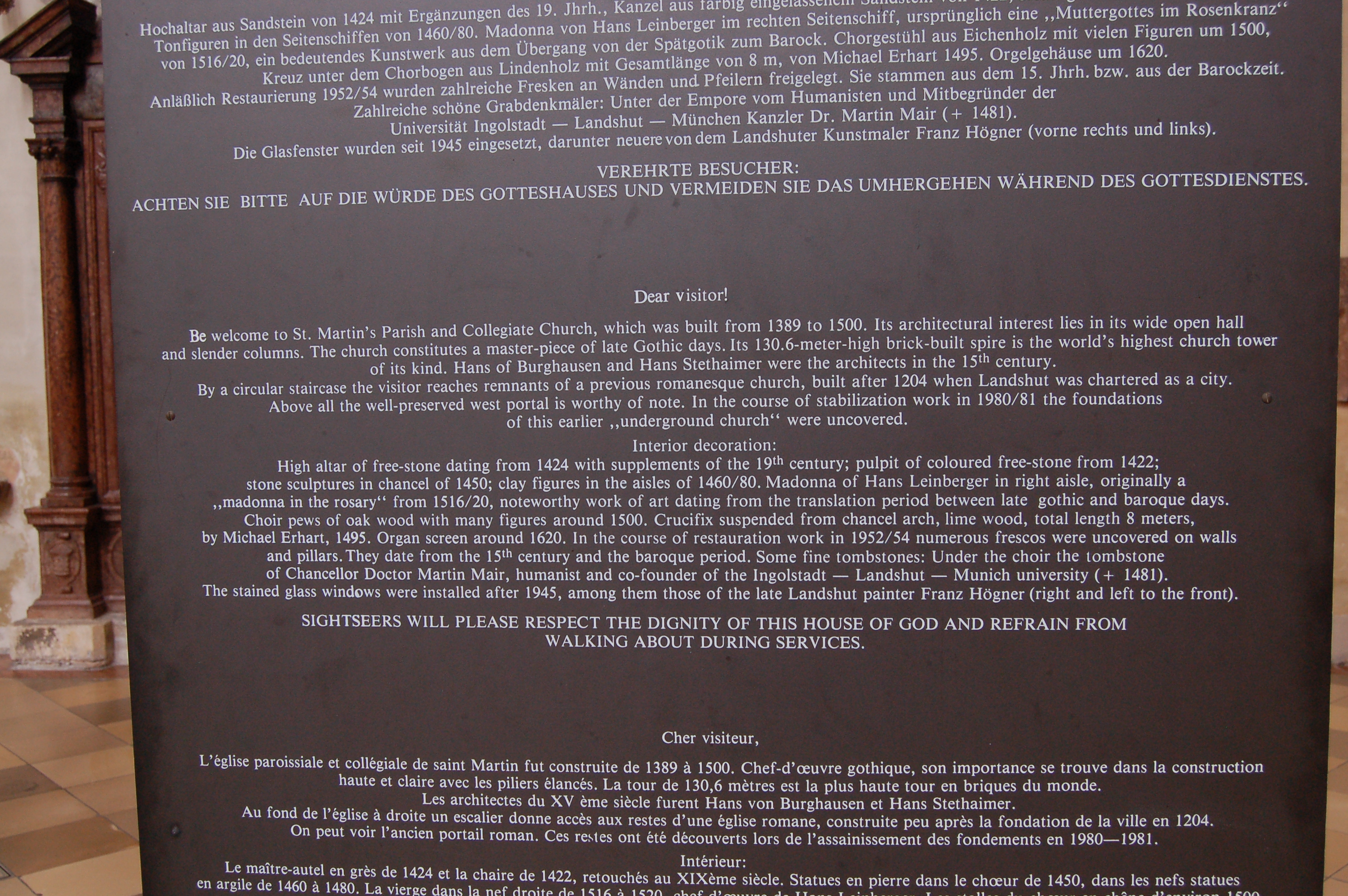
Інформація щодо церкви, розміщена у самій церкві, фрагмент англійською мовою